# Treron australis
El vinago malgache (Treron australis) es una especie de ave columbiforme de la familia Columbidae.

## Distribución geográfica
Es endémico de las islas Comoras y Madagascar.

## Taxonomía
Se reconocen las siguientes subespecies:
- Treron australis griveaudi - Comoras (algunos la consideran una especie)[1][4][5]
- Treron australis xenius Salomonsen, 1934 - oeste de Madagascar
- Treron australis australis (Linnaeus, 1771) - este de Madagascar